# Jacques-Victor Morin
Pour les articles homonymes, voir Victor Morin et Morin.
Jacques-Victor Morin (Montréal, 21 février 1921 - Montréal, 11 octobre 2007) est un pionnier du mouvement syndical québécois.  Il était le petit-fils de Victor Morin.